# Страхування нерухомості
Страхування нерухомості — вид страхування яке покриває ризики випадкового знищення чи пошкодження нерухомості, що сталися в результаті подій визначених договором.
Страхова сума залежить від вартості нерухомості, переліку страхових ризиків та розміру франшизи. 
Зазвичай страховими випадками в страхуванні нерухомості є:
- пожежа,
- вибух побутового газу,
- затоплення,
- пошкодження викликані неполадками опалювальної, водопровідної та каналізаційної систем,
- незаконні дії третіх осіб: крадіжка, розбій, грабіж, умисне пошкодження нерухомості;
- удар блискавки та інші стихійні явища.

## Страхування заміської нерухомості

### Експрес-страхування
У більшості страхових компаній заміські доми нижче певної вартості страхуються виключно по програмі експрес-страхування. Поза бажань клієнта, весь дім - несучі конструкції, оздоблення, рухоме майно що знаходиться в будівлі буде застраховане від всіх ризиків. Експрес-страхування позбавляє клієнта можливості знизити вартість страховки за наявності охоронної сигналізації та інших систем захисту що виключають або знижують частину ризиків.